# Салопеки Модрушки
Салопеки Модрушки су насељено место у саставу општине Јосипдол у Карловачкој жупанији, Република Хрватска.

## Историја
До територијалне реорганизације у Хрватској насеље се налазило у саставу старе општине Огулин.

## Становништво
На попису становништва 2011. године, Салопеки Модрушки су имали 69 становника.